# Блокировка (шахматы)
Блокиро́вка (блокирование поля) — тактический приём в шахматах, с помощью которого заставляют фигуры соперника блокировать путь отступления другой, как правило, более ценной фигуры, которая становится объектом атаки. Особый вид завлечения: так, при завлечении объект нападения — завлекаемая фигура, при блокировке — блокированная.

## Примеры

### Атака на короля
|   | a | b | c | d | e | f | g | h |   |
| - | --- | --- | --- | --- | --- | --- | --- | --- | - |
| 8 | b7 чёрная пешка · h7 чёрный король · f6 чёрная пешка · g6 чёрная пешка · h5 чёрная пешка · a4 белая пешка · e4 чёрный ферзь · f4 белая пешка · h4 белый король · c3 белый ферзь · g3 белая пешка · h3 белая пешка | b7 чёрная пешка · h7 чёрный король · f6 чёрная пешка · g6 чёрная пешка · h5 чёрная пешка · a4 белая пешка · e4 чёрный ферзь · f4 белая пешка · h4 белый король · c3 белый ферзь · g3 белая пешка · h3 белая пешка | b7 чёрная пешка · h7 чёрный король · f6 чёрная пешка · g6 чёрная пешка · h5 чёрная пешка · a4 белая пешка · e4 чёрный ферзь · f4 белая пешка · h4 белый король · c3 белый ферзь · g3 белая пешка · h3 белая пешка | b7 чёрная пешка · h7 чёрный король · f6 чёрная пешка · g6 чёрная пешка · h5 чёрная пешка · a4 белая пешка · e4 чёрный ферзь · f4 белая пешка · h4 белый король · c3 белый ферзь · g3 белая пешка · h3 белая пешка | b7 чёрная пешка · h7 чёрный король · f6 чёрная пешка · g6 чёрная пешка · h5 чёрная пешка · a4 белая пешка · e4 чёрный ферзь · f4 белая пешка · h4 белый король · c3 белый ферзь · g3 белая пешка · h3 белая пешка | b7 чёрная пешка · h7 чёрный король · f6 чёрная пешка · g6 чёрная пешка · h5 чёрная пешка · a4 белая пешка · e4 чёрный ферзь · f4 белая пешка · h4 белый король · c3 белый ферзь · g3 белая пешка · h3 белая пешка | b7 чёрная пешка · h7 чёрный король · f6 чёрная пешка · g6 чёрная пешка · h5 чёрная пешка · a4 белая пешка · e4 чёрный ферзь · f4 белая пешка · h4 белый король · c3 белый ферзь · g3 белая пешка · h3 белая пешка | b7 чёрная пешка · h7 чёрный король · f6 чёрная пешка · g6 чёрная пешка · h5 чёрная пешка · a4 белая пешка · e4 чёрный ферзь · f4 белая пешка · h4 белый король · c3 белый ферзь · g3 белая пешка · h3 белая пешка | 8 |
| 7 | b7 чёрная пешка · h7 чёрный король · f6 чёрная пешка · g6 чёрная пешка · h5 чёрная пешка · a4 белая пешка · e4 чёрный ферзь · f4 белая пешка · h4 белый король · c3 белый ферзь · g3 белая пешка · h3 белая пешка | b7 чёрная пешка · h7 чёрный король · f6 чёрная пешка · g6 чёрная пешка · h5 чёрная пешка · a4 белая пешка · e4 чёрный ферзь · f4 белая пешка · h4 белый король · c3 белый ферзь · g3 белая пешка · h3 белая пешка | b7 чёрная пешка · h7 чёрный король · f6 чёрная пешка · g6 чёрная пешка · h5 чёрная пешка · a4 белая пешка · e4 чёрный ферзь · f4 белая пешка · h4 белый король · c3 белый ферзь · g3 белая пешка · h3 белая пешка | b7 чёрная пешка · h7 чёрный король · f6 чёрная пешка · g6 чёрная пешка · h5 чёрная пешка · a4 белая пешка · e4 чёрный ферзь · f4 белая пешка · h4 белый король · c3 белый ферзь · g3 белая пешка · h3 белая пешка | b7 чёрная пешка · h7 чёрный король · f6 чёрная пешка · g6 чёрная пешка · h5 чёрная пешка · a4 белая пешка · e4 чёрный ферзь · f4 белая пешка · h4 белый король · c3 белый ферзь · g3 белая пешка · h3 белая пешка | b7 чёрная пешка · h7 чёрный король · f6 чёрная пешка · g6 чёрная пешка · h5 чёрная пешка · a4 белая пешка · e4 чёрный ферзь · f4 белая пешка · h4 белый король · c3 белый ферзь · g3 белая пешка · h3 белая пешка | b7 чёрная пешка · h7 чёрный король · f6 чёрная пешка · g6 чёрная пешка · h5 чёрная пешка · a4 белая пешка · e4 чёрный ферзь · f4 белая пешка · h4 белый король · c3 белый ферзь · g3 белая пешка · h3 белая пешка | b7 чёрная пешка · h7 чёрный король · f6 чёрная пешка · g6 чёрная пешка · h5 чёрная пешка · a4 белая пешка · e4 чёрный ферзь · f4 белая пешка · h4 белый король · c3 белый ферзь · g3 белая пешка · h3 белая пешка | 7 |
| 6 | b7 чёрная пешка · h7 чёрный король · f6 чёрная пешка · g6 чёрная пешка · h5 чёрная пешка · a4 белая пешка · e4 чёрный ферзь · f4 белая пешка · h4 белый король · c3 белый ферзь · g3 белая пешка · h3 белая пешка | b7 чёрная пешка · h7 чёрный король · f6 чёрная пешка · g6 чёрная пешка · h5 чёрная пешка · a4 белая пешка · e4 чёрный ферзь · f4 белая пешка · h4 белый король · c3 белый ферзь · g3 белая пешка · h3 белая пешка | b7 чёрная пешка · h7 чёрный король · f6 чёрная пешка · g6 чёрная пешка · h5 чёрная пешка · a4 белая пешка · e4 чёрный ферзь · f4 белая пешка · h4 белый король · c3 белый ферзь · g3 белая пешка · h3 белая пешка | b7 чёрная пешка · h7 чёрный король · f6 чёрная пешка · g6 чёрная пешка · h5 чёрная пешка · a4 белая пешка · e4 чёрный ферзь · f4 белая пешка · h4 белый король · c3 белый ферзь · g3 белая пешка · h3 белая пешка | b7 чёрная пешка · h7 чёрный король · f6 чёрная пешка · g6 чёрная пешка · h5 чёрная пешка · a4 белая пешка · e4 чёрный ферзь · f4 белая пешка · h4 белый король · c3 белый ферзь · g3 белая пешка · h3 белая пешка | b7 чёрная пешка · h7 чёрный король · f6 чёрная пешка · g6 чёрная пешка · h5 чёрная пешка · a4 белая пешка · e4 чёрный ферзь · f4 белая пешка · h4 белый король · c3 белый ферзь · g3 белая пешка · h3 белая пешка | b7 чёрная пешка · h7 чёрный король · f6 чёрная пешка · g6 чёрная пешка · h5 чёрная пешка · a4 белая пешка · e4 чёрный ферзь · f4 белая пешка · h4 белый король · c3 белый ферзь · g3 белая пешка · h3 белая пешка | b7 чёрная пешка · h7 чёрный король · f6 чёрная пешка · g6 чёрная пешка · h5 чёрная пешка · a4 белая пешка · e4 чёрный ферзь · f4 белая пешка · h4 белый король · c3 белый ферзь · g3 белая пешка · h3 белая пешка | 6 |
| 5 | b7 чёрная пешка · h7 чёрный король · f6 чёрная пешка · g6 чёрная пешка · h5 чёрная пешка · a4 белая пешка · e4 чёрный ферзь · f4 белая пешка · h4 белый король · c3 белый ферзь · g3 белая пешка · h3 белая пешка | b7 чёрная пешка · h7 чёрный король · f6 чёрная пешка · g6 чёрная пешка · h5 чёрная пешка · a4 белая пешка · e4 чёрный ферзь · f4 белая пешка · h4 белый король · c3 белый ферзь · g3 белая пешка · h3 белая пешка | b7 чёрная пешка · h7 чёрный король · f6 чёрная пешка · g6 чёрная пешка · h5 чёрная пешка · a4 белая пешка · e4 чёрный ферзь · f4 белая пешка · h4 белый король · c3 белый ферзь · g3 белая пешка · h3 белая пешка | b7 чёрная пешка · h7 чёрный король · f6 чёрная пешка · g6 чёрная пешка · h5 чёрная пешка · a4 белая пешка · e4 чёрный ферзь · f4 белая пешка · h4 белый король · c3 белый ферзь · g3 белая пешка · h3 белая пешка | b7 чёрная пешка · h7 чёрный король · f6 чёрная пешка · g6 чёрная пешка · h5 чёрная пешка · a4 белая пешка · e4 чёрный ферзь · f4 белая пешка · h4 белый король · c3 белый ферзь · g3 белая пешка · h3 белая пешка | b7 чёрная пешка · h7 чёрный король · f6 чёрная пешка · g6 чёрная пешка · h5 чёрная пешка · a4 белая пешка · e4 чёрный ферзь · f4 белая пешка · h4 белый король · c3 белый ферзь · g3 белая пешка · h3 белая пешка | b7 чёрная пешка · h7 чёрный король · f6 чёрная пешка · g6 чёрная пешка · h5 чёрная пешка · a4 белая пешка · e4 чёрный ферзь · f4 белая пешка · h4 белый король · c3 белый ферзь · g3 белая пешка · h3 белая пешка | b7 чёрная пешка · h7 чёрный король · f6 чёрная пешка · g6 чёрная пешка · h5 чёрная пешка · a4 белая пешка · e4 чёрный ферзь · f4 белая пешка · h4 белый король · c3 белый ферзь · g3 белая пешка · h3 белая пешка | 5 |
| 4 | b7 чёрная пешка · h7 чёрный король · f6 чёрная пешка · g6 чёрная пешка · h5 чёрная пешка · a4 белая пешка · e4 чёрный ферзь · f4 белая пешка · h4 белый король · c3 белый ферзь · g3 белая пешка · h3 белая пешка | b7 чёрная пешка · h7 чёрный король · f6 чёрная пешка · g6 чёрная пешка · h5 чёрная пешка · a4 белая пешка · e4 чёрный ферзь · f4 белая пешка · h4 белый король · c3 белый ферзь · g3 белая пешка · h3 белая пешка | b7 чёрная пешка · h7 чёрный король · f6 чёрная пешка · g6 чёрная пешка · h5 чёрная пешка · a4 белая пешка · e4 чёрный ферзь · f4 белая пешка · h4 белый король · c3 белый ферзь · g3 белая пешка · h3 белая пешка | b7 чёрная пешка · h7 чёрный король · f6 чёрная пешка · g6 чёрная пешка · h5 чёрная пешка · a4 белая пешка · e4 чёрный ферзь · f4 белая пешка · h4 белый король · c3 белый ферзь · g3 белая пешка · h3 белая пешка | b7 чёрная пешка · h7 чёрный король · f6 чёрная пешка · g6 чёрная пешка · h5 чёрная пешка · a4 белая пешка · e4 чёрный ферзь · f4 белая пешка · h4 белый король · c3 белый ферзь · g3 белая пешка · h3 белая пешка | b7 чёрная пешка · h7 чёрный король · f6 чёрная пешка · g6 чёрная пешка · h5 чёрная пешка · a4 белая пешка · e4 чёрный ферзь · f4 белая пешка · h4 белый король · c3 белый ферзь · g3 белая пешка · h3 белая пешка | b7 чёрная пешка · h7 чёрный король · f6 чёрная пешка · g6 чёрная пешка · h5 чёрная пешка · a4 белая пешка · e4 чёрный ферзь · f4 белая пешка · h4 белый король · c3 белый ферзь · g3 белая пешка · h3 белая пешка | b7 чёрная пешка · h7 чёрный король · f6 чёрная пешка · g6 чёрная пешка · h5 чёрная пешка · a4 белая пешка · e4 чёрный ферзь · f4 белая пешка · h4 белый король · c3 белый ферзь · g3 белая пешка · h3 белая пешка | 4 |
| 3 | b7 чёрная пешка · h7 чёрный король · f6 чёрная пешка · g6 чёрная пешка · h5 чёрная пешка · a4 белая пешка · e4 чёрный ферзь · f4 белая пешка · h4 белый король · c3 белый ферзь · g3 белая пешка · h3 белая пешка | b7 чёрная пешка · h7 чёрный король · f6 чёрная пешка · g6 чёрная пешка · h5 чёрная пешка · a4 белая пешка · e4 чёрный ферзь · f4 белая пешка · h4 белый король · c3 белый ферзь · g3 белая пешка · h3 белая пешка | b7 чёрная пешка · h7 чёрный король · f6 чёрная пешка · g6 чёрная пешка · h5 чёрная пешка · a4 белая пешка · e4 чёрный ферзь · f4 белая пешка · h4 белый король · c3 белый ферзь · g3 белая пешка · h3 белая пешка | b7 чёрная пешка · h7 чёрный король · f6 чёрная пешка · g6 чёрная пешка · h5 чёрная пешка · a4 белая пешка · e4 чёрный ферзь · f4 белая пешка · h4 белый король · c3 белый ферзь · g3 белая пешка · h3 белая пешка | b7 чёрная пешка · h7 чёрный король · f6 чёрная пешка · g6 чёрная пешка · h5 чёрная пешка · a4 белая пешка · e4 чёрный ферзь · f4 белая пешка · h4 белый король · c3 белый ферзь · g3 белая пешка · h3 белая пешка | b7 чёрная пешка · h7 чёрный король · f6 чёрная пешка · g6 чёрная пешка · h5 чёрная пешка · a4 белая пешка · e4 чёрный ферзь · f4 белая пешка · h4 белый король · c3 белый ферзь · g3 белая пешка · h3 белая пешка | b7 чёрная пешка · h7 чёрный король · f6 чёрная пешка · g6 чёрная пешка · h5 чёрная пешка · a4 белая пешка · e4 чёрный ферзь · f4 белая пешка · h4 белый король · c3 белый ферзь · g3 белая пешка · h3 белая пешка | b7 чёрная пешка · h7 чёрный король · f6 чёрная пешка · g6 чёрная пешка · h5 чёрная пешка · a4 белая пешка · e4 чёрный ферзь · f4 белая пешка · h4 белый король · c3 белый ферзь · g3 белая пешка · h3 белая пешка | 3 |
| 2 | b7 чёрная пешка · h7 чёрный король · f6 чёрная пешка · g6 чёрная пешка · h5 чёрная пешка · a4 белая пешка · e4 чёрный ферзь · f4 белая пешка · h4 белый король · c3 белый ферзь · g3 белая пешка · h3 белая пешка | b7 чёрная пешка · h7 чёрный король · f6 чёрная пешка · g6 чёрная пешка · h5 чёрная пешка · a4 белая пешка · e4 чёрный ферзь · f4 белая пешка · h4 белый король · c3 белый ферзь · g3 белая пешка · h3 белая пешка | b7 чёрная пешка · h7 чёрный король · f6 чёрная пешка · g6 чёрная пешка · h5 чёрная пешка · a4 белая пешка · e4 чёрный ферзь · f4 белая пешка · h4 белый король · c3 белый ферзь · g3 белая пешка · h3 белая пешка | b7 чёрная пешка · h7 чёрный король · f6 чёрная пешка · g6 чёрная пешка · h5 чёрная пешка · a4 белая пешка · e4 чёрный ферзь · f4 белая пешка · h4 белый король · c3 белый ферзь · g3 белая пешка · h3 белая пешка | b7 чёрная пешка · h7 чёрный король · f6 чёрная пешка · g6 чёрная пешка · h5 чёрная пешка · a4 белая пешка · e4 чёрный ферзь · f4 белая пешка · h4 белый король · c3 белый ферзь · g3 белая пешка · h3 белая пешка | b7 чёрная пешка · h7 чёрный король · f6 чёрная пешка · g6 чёрная пешка · h5 чёрная пешка · a4 белая пешка · e4 чёрный ферзь · f4 белая пешка · h4 белый король · c3 белый ферзь · g3 белая пешка · h3 белая пешка | b7 чёрная пешка · h7 чёрный король · f6 чёрная пешка · g6 чёрная пешка · h5 чёрная пешка · a4 белая пешка · e4 чёрный ферзь · f4 белая пешка · h4 белый король · c3 белый ферзь · g3 белая пешка · h3 белая пешка | b7 чёрная пешка · h7 чёрный король · f6 чёрная пешка · g6 чёрная пешка · h5 чёрная пешка · a4 белая пешка · e4 чёрный ферзь · f4 белая пешка · h4 белый король · c3 белый ферзь · g3 белая пешка · h3 белая пешка | 2 |
| 1 | b7 чёрная пешка · h7 чёрный король · f6 чёрная пешка · g6 чёрная пешка · h5 чёрная пешка · a4 белая пешка · e4 чёрный ферзь · f4 белая пешка · h4 белый король · c3 белый ферзь · g3 белая пешка · h3 белая пешка | b7 чёрная пешка · h7 чёрный король · f6 чёрная пешка · g6 чёрная пешка · h5 чёрная пешка · a4 белая пешка · e4 чёрный ферзь · f4 белая пешка · h4 белый король · c3 белый ферзь · g3 белая пешка · h3 белая пешка | b7 чёрная пешка · h7 чёрный король · f6 чёрная пешка · g6 чёрная пешка · h5 чёрная пешка · a4 белая пешка · e4 чёрный ферзь · f4 белая пешка · h4 белый король · c3 белый ферзь · g3 белая пешка · h3 белая пешка | b7 чёрная пешка · h7 чёрный король · f6 чёрная пешка · g6 чёрная пешка · h5 чёрная пешка · a4 белая пешка · e4 чёрный ферзь · f4 белая пешка · h4 белый король · c3 белый ферзь · g3 белая пешка · h3 белая пешка | b7 чёрная пешка · h7 чёрный король · f6 чёрная пешка · g6 чёрная пешка · h5 чёрная пешка · a4 белая пешка · e4 чёрный ферзь · f4 белая пешка · h4 белый король · c3 белый ферзь · g3 белая пешка · h3 белая пешка | b7 чёрная пешка · h7 чёрный король · f6 чёрная пешка · g6 чёрная пешка · h5 чёрная пешка · a4 белая пешка · e4 чёрный ферзь · f4 белая пешка · h4 белый король · c3 белый ферзь · g3 белая пешка · h3 белая пешка | b7 чёрная пешка · h7 чёрный король · f6 чёрная пешка · g6 чёрная пешка · h5 чёрная пешка · a4 белая пешка · e4 чёрный ферзь · f4 белая пешка · h4 белый король · c3 белый ферзь · g3 белая пешка · h3 белая пешка | b7 чёрная пешка · h7 чёрный король · f6 чёрная пешка · g6 чёрная пешка · h5 чёрная пешка · a4 белая пешка · e4 чёрный ферзь · f4 белая пешка · h4 белый король · c3 белый ферзь · g3 белая пешка · h3 белая пешка | 1 |
|   | a | b | c | d | e | f | g | h |   |

Потребность в блокировке обычно возникает во время атаки на короля. Блокированные поля сокращают жизненное пространство вокруг короля и создают заслоны на пути его бегства. Часто блокировке предшествует серия шахов, как, например, в партии Де Рой — Хайе Крамер 1962 года:
49... g5+!
50. Kp:h5 Фe2+
Белые вынуждены блокировать своей пешкой поле отступления для своего короля на g4:
51. g4 Фе8#

### Торможение пешки
|   | a | b | c | d | e | f | g | h |   |
| - | --- | --- | --- | --- | --- | --- | --- | --- | - |
| 8 | h6 белая пешка · d5 чёрный король · d4 чёрная пешка · g2 белый конь · a1 чёрный слон · d1 белый король | h6 белая пешка · d5 чёрный король · d4 чёрная пешка · g2 белый конь · a1 чёрный слон · d1 белый король | h6 белая пешка · d5 чёрный король · d4 чёрная пешка · g2 белый конь · a1 чёрный слон · d1 белый король | h6 белая пешка · d5 чёрный король · d4 чёрная пешка · g2 белый конь · a1 чёрный слон · d1 белый король | h6 белая пешка · d5 чёрный король · d4 чёрная пешка · g2 белый конь · a1 чёрный слон · d1 белый король | h6 белая пешка · d5 чёрный король · d4 чёрная пешка · g2 белый конь · a1 чёрный слон · d1 белый король | h6 белая пешка · d5 чёрный король · d4 чёрная пешка · g2 белый конь · a1 чёрный слон · d1 белый король | h6 белая пешка · d5 чёрный король · d4 чёрная пешка · g2 белый конь · a1 чёрный слон · d1 белый король | 8 |
| 7 | h6 белая пешка · d5 чёрный король · d4 чёрная пешка · g2 белый конь · a1 чёрный слон · d1 белый король | h6 белая пешка · d5 чёрный король · d4 чёрная пешка · g2 белый конь · a1 чёрный слон · d1 белый король | h6 белая пешка · d5 чёрный король · d4 чёрная пешка · g2 белый конь · a1 чёрный слон · d1 белый король | h6 белая пешка · d5 чёрный король · d4 чёрная пешка · g2 белый конь · a1 чёрный слон · d1 белый король | h6 белая пешка · d5 чёрный король · d4 чёрная пешка · g2 белый конь · a1 чёрный слон · d1 белый король | h6 белая пешка · d5 чёрный король · d4 чёрная пешка · g2 белый конь · a1 чёрный слон · d1 белый король | h6 белая пешка · d5 чёрный король · d4 чёрная пешка · g2 белый конь · a1 чёрный слон · d1 белый король | h6 белая пешка · d5 чёрный король · d4 чёрная пешка · g2 белый конь · a1 чёрный слон · d1 белый король | 7 |
| 6 | h6 белая пешка · d5 чёрный король · d4 чёрная пешка · g2 белый конь · a1 чёрный слон · d1 белый король | h6 белая пешка · d5 чёрный король · d4 чёрная пешка · g2 белый конь · a1 чёрный слон · d1 белый король | h6 белая пешка · d5 чёрный король · d4 чёрная пешка · g2 белый конь · a1 чёрный слон · d1 белый король | h6 белая пешка · d5 чёрный король · d4 чёрная пешка · g2 белый конь · a1 чёрный слон · d1 белый король | h6 белая пешка · d5 чёрный король · d4 чёрная пешка · g2 белый конь · a1 чёрный слон · d1 белый король | h6 белая пешка · d5 чёрный король · d4 чёрная пешка · g2 белый конь · a1 чёрный слон · d1 белый король | h6 белая пешка · d5 чёрный король · d4 чёрная пешка · g2 белый конь · a1 чёрный слон · d1 белый король | h6 белая пешка · d5 чёрный король · d4 чёрная пешка · g2 белый конь · a1 чёрный слон · d1 белый король | 6 |
| 5 | h6 белая пешка · d5 чёрный король · d4 чёрная пешка · g2 белый конь · a1 чёрный слон · d1 белый король | h6 белая пешка · d5 чёрный король · d4 чёрная пешка · g2 белый конь · a1 чёрный слон · d1 белый король | h6 белая пешка · d5 чёрный король · d4 чёрная пешка · g2 белый конь · a1 чёрный слон · d1 белый король | h6 белая пешка · d5 чёрный король · d4 чёрная пешка · g2 белый конь · a1 чёрный слон · d1 белый король | h6 белая пешка · d5 чёрный король · d4 чёрная пешка · g2 белый конь · a1 чёрный слон · d1 белый король | h6 белая пешка · d5 чёрный король · d4 чёрная пешка · g2 белый конь · a1 чёрный слон · d1 белый король | h6 белая пешка · d5 чёрный король · d4 чёрная пешка · g2 белый конь · a1 чёрный слон · d1 белый король | h6 белая пешка · d5 чёрный король · d4 чёрная пешка · g2 белый конь · a1 чёрный слон · d1 белый король | 5 |
| 4 | h6 белая пешка · d5 чёрный король · d4 чёрная пешка · g2 белый конь · a1 чёрный слон · d1 белый король | h6 белая пешка · d5 чёрный король · d4 чёрная пешка · g2 белый конь · a1 чёрный слон · d1 белый король | h6 белая пешка · d5 чёрный король · d4 чёрная пешка · g2 белый конь · a1 чёрный слон · d1 белый король | h6 белая пешка · d5 чёрный король · d4 чёрная пешка · g2 белый конь · a1 чёрный слон · d1 белый король | h6 белая пешка · d5 чёрный король · d4 чёрная пешка · g2 белый конь · a1 чёрный слон · d1 белый король | h6 белая пешка · d5 чёрный король · d4 чёрная пешка · g2 белый конь · a1 чёрный слон · d1 белый король | h6 белая пешка · d5 чёрный король · d4 чёрная пешка · g2 белый конь · a1 чёрный слон · d1 белый король | h6 белая пешка · d5 чёрный король · d4 чёрная пешка · g2 белый конь · a1 чёрный слон · d1 белый король | 4 |
| 3 | h6 белая пешка · d5 чёрный король · d4 чёрная пешка · g2 белый конь · a1 чёрный слон · d1 белый король | h6 белая пешка · d5 чёрный король · d4 чёрная пешка · g2 белый конь · a1 чёрный слон · d1 белый король | h6 белая пешка · d5 чёрный король · d4 чёрная пешка · g2 белый конь · a1 чёрный слон · d1 белый король | h6 белая пешка · d5 чёрный король · d4 чёрная пешка · g2 белый конь · a1 чёрный слон · d1 белый король | h6 белая пешка · d5 чёрный король · d4 чёрная пешка · g2 белый конь · a1 чёрный слон · d1 белый король | h6 белая пешка · d5 чёрный король · d4 чёрная пешка · g2 белый конь · a1 чёрный слон · d1 белый король | h6 белая пешка · d5 чёрный король · d4 чёрная пешка · g2 белый конь · a1 чёрный слон · d1 белый король | h6 белая пешка · d5 чёрный король · d4 чёрная пешка · g2 белый конь · a1 чёрный слон · d1 белый король | 3 |
| 2 | h6 белая пешка · d5 чёрный король · d4 чёрная пешка · g2 белый конь · a1 чёрный слон · d1 белый король | h6 белая пешка · d5 чёрный король · d4 чёрная пешка · g2 белый конь · a1 чёрный слон · d1 белый король | h6 белая пешка · d5 чёрный король · d4 чёрная пешка · g2 белый конь · a1 чёрный слон · d1 белый король | h6 белая пешка · d5 чёрный король · d4 чёрная пешка · g2 белый конь · a1 чёрный слон · d1 белый король | h6 белая пешка · d5 чёрный король · d4 чёрная пешка · g2 белый конь · a1 чёрный слон · d1 белый король | h6 белая пешка · d5 чёрный король · d4 чёрная пешка · g2 белый конь · a1 чёрный слон · d1 белый король | h6 белая пешка · d5 чёрный король · d4 чёрная пешка · g2 белый конь · a1 чёрный слон · d1 белый король | h6 белая пешка · d5 чёрный король · d4 чёрная пешка · g2 белый конь · a1 чёрный слон · d1 белый король | 2 |
| 1 | h6 белая пешка · d5 чёрный король · d4 чёрная пешка · g2 белый конь · a1 чёрный слон · d1 белый король | h6 белая пешка · d5 чёрный король · d4 чёрная пешка · g2 белый конь · a1 чёрный слон · d1 белый король | h6 белая пешка · d5 чёрный король · d4 чёрная пешка · g2 белый конь · a1 чёрный слон · d1 белый король | h6 белая пешка · d5 чёрный король · d4 чёрная пешка · g2 белый конь · a1 чёрный слон · d1 белый король | h6 белая пешка · d5 чёрный король · d4 чёрная пешка · g2 белый конь · a1 чёрный слон · d1 белый король | h6 белая пешка · d5 чёрный король · d4 чёрная пешка · g2 белый конь · a1 чёрный слон · d1 белый король | h6 белая пешка · d5 чёрный король · d4 чёрная пешка · g2 белый конь · a1 чёрный слон · d1 белый король | h6 белая пешка · d5 чёрный король · d4 чёрная пешка · g2 белый конь · a1 чёрный слон · d1 белый король | 1 |
|   | a | b | c | d | e | f | g | h |   |

Кроме атаки на короля, блокировка применяется также для торможения движения пешки. На диаграмме чёрным стоит только двинуть вперёд пешку d4-d3 и чёрный слон сможет предотвратить превращение белой пешки h6 в ферзя. Чтобы не допустить этого, белые жертвуют коня для блокировки поля d3.
1. Kf4+ Kpe4
2. Kd3!
Пешка блокирована белым конём.
2... Кр:d3
Теперь сам чёрный король не даёт возможности открыть спасительную диагональ для слона. 
3. h7
С неизбежным 4. h8Ф.

### Блокировка фигуры
|   | a | b | c | d | e | f | g | h |   |
| - | --- | --- | --- | --- | --- | --- | --- | --- | - |
| 8 | g7 чёрный король · h7 чёрная пешка · a6 чёрная пешка · d6 белая ладья · e6 чёрная пешка · g6 чёрная ладья · e5 чёрная пешка · a4 чёрный ферзь · e4 белая пешка · f4 чёрная пешка · g4 белая пешка · f3 белая пешка · h3 белый ферзь · h2 белая пешка · h1 белый король | g7 чёрный король · h7 чёрная пешка · a6 чёрная пешка · d6 белая ладья · e6 чёрная пешка · g6 чёрная ладья · e5 чёрная пешка · a4 чёрный ферзь · e4 белая пешка · f4 чёрная пешка · g4 белая пешка · f3 белая пешка · h3 белый ферзь · h2 белая пешка · h1 белый король | g7 чёрный король · h7 чёрная пешка · a6 чёрная пешка · d6 белая ладья · e6 чёрная пешка · g6 чёрная ладья · e5 чёрная пешка · a4 чёрный ферзь · e4 белая пешка · f4 чёрная пешка · g4 белая пешка · f3 белая пешка · h3 белый ферзь · h2 белая пешка · h1 белый король | g7 чёрный король · h7 чёрная пешка · a6 чёрная пешка · d6 белая ладья · e6 чёрная пешка · g6 чёрная ладья · e5 чёрная пешка · a4 чёрный ферзь · e4 белая пешка · f4 чёрная пешка · g4 белая пешка · f3 белая пешка · h3 белый ферзь · h2 белая пешка · h1 белый король | g7 чёрный король · h7 чёрная пешка · a6 чёрная пешка · d6 белая ладья · e6 чёрная пешка · g6 чёрная ладья · e5 чёрная пешка · a4 чёрный ферзь · e4 белая пешка · f4 чёрная пешка · g4 белая пешка · f3 белая пешка · h3 белый ферзь · h2 белая пешка · h1 белый король | g7 чёрный король · h7 чёрная пешка · a6 чёрная пешка · d6 белая ладья · e6 чёрная пешка · g6 чёрная ладья · e5 чёрная пешка · a4 чёрный ферзь · e4 белая пешка · f4 чёрная пешка · g4 белая пешка · f3 белая пешка · h3 белый ферзь · h2 белая пешка · h1 белый король | g7 чёрный король · h7 чёрная пешка · a6 чёрная пешка · d6 белая ладья · e6 чёрная пешка · g6 чёрная ладья · e5 чёрная пешка · a4 чёрный ферзь · e4 белая пешка · f4 чёрная пешка · g4 белая пешка · f3 белая пешка · h3 белый ферзь · h2 белая пешка · h1 белый король | g7 чёрный король · h7 чёрная пешка · a6 чёрная пешка · d6 белая ладья · e6 чёрная пешка · g6 чёрная ладья · e5 чёрная пешка · a4 чёрный ферзь · e4 белая пешка · f4 чёрная пешка · g4 белая пешка · f3 белая пешка · h3 белый ферзь · h2 белая пешка · h1 белый король | 8 |
| 7 | g7 чёрный король · h7 чёрная пешка · a6 чёрная пешка · d6 белая ладья · e6 чёрная пешка · g6 чёрная ладья · e5 чёрная пешка · a4 чёрный ферзь · e4 белая пешка · f4 чёрная пешка · g4 белая пешка · f3 белая пешка · h3 белый ферзь · h2 белая пешка · h1 белый король | g7 чёрный король · h7 чёрная пешка · a6 чёрная пешка · d6 белая ладья · e6 чёрная пешка · g6 чёрная ладья · e5 чёрная пешка · a4 чёрный ферзь · e4 белая пешка · f4 чёрная пешка · g4 белая пешка · f3 белая пешка · h3 белый ферзь · h2 белая пешка · h1 белый король | g7 чёрный король · h7 чёрная пешка · a6 чёрная пешка · d6 белая ладья · e6 чёрная пешка · g6 чёрная ладья · e5 чёрная пешка · a4 чёрный ферзь · e4 белая пешка · f4 чёрная пешка · g4 белая пешка · f3 белая пешка · h3 белый ферзь · h2 белая пешка · h1 белый король | g7 чёрный король · h7 чёрная пешка · a6 чёрная пешка · d6 белая ладья · e6 чёрная пешка · g6 чёрная ладья · e5 чёрная пешка · a4 чёрный ферзь · e4 белая пешка · f4 чёрная пешка · g4 белая пешка · f3 белая пешка · h3 белый ферзь · h2 белая пешка · h1 белый король | g7 чёрный король · h7 чёрная пешка · a6 чёрная пешка · d6 белая ладья · e6 чёрная пешка · g6 чёрная ладья · e5 чёрная пешка · a4 чёрный ферзь · e4 белая пешка · f4 чёрная пешка · g4 белая пешка · f3 белая пешка · h3 белый ферзь · h2 белая пешка · h1 белый король | g7 чёрный король · h7 чёрная пешка · a6 чёрная пешка · d6 белая ладья · e6 чёрная пешка · g6 чёрная ладья · e5 чёрная пешка · a4 чёрный ферзь · e4 белая пешка · f4 чёрная пешка · g4 белая пешка · f3 белая пешка · h3 белый ферзь · h2 белая пешка · h1 белый король | g7 чёрный король · h7 чёрная пешка · a6 чёрная пешка · d6 белая ладья · e6 чёрная пешка · g6 чёрная ладья · e5 чёрная пешка · a4 чёрный ферзь · e4 белая пешка · f4 чёрная пешка · g4 белая пешка · f3 белая пешка · h3 белый ферзь · h2 белая пешка · h1 белый король | g7 чёрный король · h7 чёрная пешка · a6 чёрная пешка · d6 белая ладья · e6 чёрная пешка · g6 чёрная ладья · e5 чёрная пешка · a4 чёрный ферзь · e4 белая пешка · f4 чёрная пешка · g4 белая пешка · f3 белая пешка · h3 белый ферзь · h2 белая пешка · h1 белый король | 7 |
| 6 | g7 чёрный король · h7 чёрная пешка · a6 чёрная пешка · d6 белая ладья · e6 чёрная пешка · g6 чёрная ладья · e5 чёрная пешка · a4 чёрный ферзь · e4 белая пешка · f4 чёрная пешка · g4 белая пешка · f3 белая пешка · h3 белый ферзь · h2 белая пешка · h1 белый король | g7 чёрный король · h7 чёрная пешка · a6 чёрная пешка · d6 белая ладья · e6 чёрная пешка · g6 чёрная ладья · e5 чёрная пешка · a4 чёрный ферзь · e4 белая пешка · f4 чёрная пешка · g4 белая пешка · f3 белая пешка · h3 белый ферзь · h2 белая пешка · h1 белый король | g7 чёрный король · h7 чёрная пешка · a6 чёрная пешка · d6 белая ладья · e6 чёрная пешка · g6 чёрная ладья · e5 чёрная пешка · a4 чёрный ферзь · e4 белая пешка · f4 чёрная пешка · g4 белая пешка · f3 белая пешка · h3 белый ферзь · h2 белая пешка · h1 белый король | g7 чёрный король · h7 чёрная пешка · a6 чёрная пешка · d6 белая ладья · e6 чёрная пешка · g6 чёрная ладья · e5 чёрная пешка · a4 чёрный ферзь · e4 белая пешка · f4 чёрная пешка · g4 белая пешка · f3 белая пешка · h3 белый ферзь · h2 белая пешка · h1 белый король | g7 чёрный король · h7 чёрная пешка · a6 чёрная пешка · d6 белая ладья · e6 чёрная пешка · g6 чёрная ладья · e5 чёрная пешка · a4 чёрный ферзь · e4 белая пешка · f4 чёрная пешка · g4 белая пешка · f3 белая пешка · h3 белый ферзь · h2 белая пешка · h1 белый король | g7 чёрный король · h7 чёрная пешка · a6 чёрная пешка · d6 белая ладья · e6 чёрная пешка · g6 чёрная ладья · e5 чёрная пешка · a4 чёрный ферзь · e4 белая пешка · f4 чёрная пешка · g4 белая пешка · f3 белая пешка · h3 белый ферзь · h2 белая пешка · h1 белый король | g7 чёрный король · h7 чёрная пешка · a6 чёрная пешка · d6 белая ладья · e6 чёрная пешка · g6 чёрная ладья · e5 чёрная пешка · a4 чёрный ферзь · e4 белая пешка · f4 чёрная пешка · g4 белая пешка · f3 белая пешка · h3 белый ферзь · h2 белая пешка · h1 белый король | g7 чёрный король · h7 чёрная пешка · a6 чёрная пешка · d6 белая ладья · e6 чёрная пешка · g6 чёрная ладья · e5 чёрная пешка · a4 чёрный ферзь · e4 белая пешка · f4 чёрная пешка · g4 белая пешка · f3 белая пешка · h3 белый ферзь · h2 белая пешка · h1 белый король | 6 |
| 5 | g7 чёрный король · h7 чёрная пешка · a6 чёрная пешка · d6 белая ладья · e6 чёрная пешка · g6 чёрная ладья · e5 чёрная пешка · a4 чёрный ферзь · e4 белая пешка · f4 чёрная пешка · g4 белая пешка · f3 белая пешка · h3 белый ферзь · h2 белая пешка · h1 белый король | g7 чёрный король · h7 чёрная пешка · a6 чёрная пешка · d6 белая ладья · e6 чёрная пешка · g6 чёрная ладья · e5 чёрная пешка · a4 чёрный ферзь · e4 белая пешка · f4 чёрная пешка · g4 белая пешка · f3 белая пешка · h3 белый ферзь · h2 белая пешка · h1 белый король | g7 чёрный король · h7 чёрная пешка · a6 чёрная пешка · d6 белая ладья · e6 чёрная пешка · g6 чёрная ладья · e5 чёрная пешка · a4 чёрный ферзь · e4 белая пешка · f4 чёрная пешка · g4 белая пешка · f3 белая пешка · h3 белый ферзь · h2 белая пешка · h1 белый король | g7 чёрный король · h7 чёрная пешка · a6 чёрная пешка · d6 белая ладья · e6 чёрная пешка · g6 чёрная ладья · e5 чёрная пешка · a4 чёрный ферзь · e4 белая пешка · f4 чёрная пешка · g4 белая пешка · f3 белая пешка · h3 белый ферзь · h2 белая пешка · h1 белый король | g7 чёрный король · h7 чёрная пешка · a6 чёрная пешка · d6 белая ладья · e6 чёрная пешка · g6 чёрная ладья · e5 чёрная пешка · a4 чёрный ферзь · e4 белая пешка · f4 чёрная пешка · g4 белая пешка · f3 белая пешка · h3 белый ферзь · h2 белая пешка · h1 белый король | g7 чёрный король · h7 чёрная пешка · a6 чёрная пешка · d6 белая ладья · e6 чёрная пешка · g6 чёрная ладья · e5 чёрная пешка · a4 чёрный ферзь · e4 белая пешка · f4 чёрная пешка · g4 белая пешка · f3 белая пешка · h3 белый ферзь · h2 белая пешка · h1 белый король | g7 чёрный король · h7 чёрная пешка · a6 чёрная пешка · d6 белая ладья · e6 чёрная пешка · g6 чёрная ладья · e5 чёрная пешка · a4 чёрный ферзь · e4 белая пешка · f4 чёрная пешка · g4 белая пешка · f3 белая пешка · h3 белый ферзь · h2 белая пешка · h1 белый король | g7 чёрный король · h7 чёрная пешка · a6 чёрная пешка · d6 белая ладья · e6 чёрная пешка · g6 чёрная ладья · e5 чёрная пешка · a4 чёрный ферзь · e4 белая пешка · f4 чёрная пешка · g4 белая пешка · f3 белая пешка · h3 белый ферзь · h2 белая пешка · h1 белый король | 5 |
| 4 | g7 чёрный король · h7 чёрная пешка · a6 чёрная пешка · d6 белая ладья · e6 чёрная пешка · g6 чёрная ладья · e5 чёрная пешка · a4 чёрный ферзь · e4 белая пешка · f4 чёрная пешка · g4 белая пешка · f3 белая пешка · h3 белый ферзь · h2 белая пешка · h1 белый король | g7 чёрный король · h7 чёрная пешка · a6 чёрная пешка · d6 белая ладья · e6 чёрная пешка · g6 чёрная ладья · e5 чёрная пешка · a4 чёрный ферзь · e4 белая пешка · f4 чёрная пешка · g4 белая пешка · f3 белая пешка · h3 белый ферзь · h2 белая пешка · h1 белый король | g7 чёрный король · h7 чёрная пешка · a6 чёрная пешка · d6 белая ладья · e6 чёрная пешка · g6 чёрная ладья · e5 чёрная пешка · a4 чёрный ферзь · e4 белая пешка · f4 чёрная пешка · g4 белая пешка · f3 белая пешка · h3 белый ферзь · h2 белая пешка · h1 белый король | g7 чёрный король · h7 чёрная пешка · a6 чёрная пешка · d6 белая ладья · e6 чёрная пешка · g6 чёрная ладья · e5 чёрная пешка · a4 чёрный ферзь · e4 белая пешка · f4 чёрная пешка · g4 белая пешка · f3 белая пешка · h3 белый ферзь · h2 белая пешка · h1 белый король | g7 чёрный король · h7 чёрная пешка · a6 чёрная пешка · d6 белая ладья · e6 чёрная пешка · g6 чёрная ладья · e5 чёрная пешка · a4 чёрный ферзь · e4 белая пешка · f4 чёрная пешка · g4 белая пешка · f3 белая пешка · h3 белый ферзь · h2 белая пешка · h1 белый король | g7 чёрный король · h7 чёрная пешка · a6 чёрная пешка · d6 белая ладья · e6 чёрная пешка · g6 чёрная ладья · e5 чёрная пешка · a4 чёрный ферзь · e4 белая пешка · f4 чёрная пешка · g4 белая пешка · f3 белая пешка · h3 белый ферзь · h2 белая пешка · h1 белый король | g7 чёрный король · h7 чёрная пешка · a6 чёрная пешка · d6 белая ладья · e6 чёрная пешка · g6 чёрная ладья · e5 чёрная пешка · a4 чёрный ферзь · e4 белая пешка · f4 чёрная пешка · g4 белая пешка · f3 белая пешка · h3 белый ферзь · h2 белая пешка · h1 белый король | g7 чёрный король · h7 чёрная пешка · a6 чёрная пешка · d6 белая ладья · e6 чёрная пешка · g6 чёрная ладья · e5 чёрная пешка · a4 чёрный ферзь · e4 белая пешка · f4 чёрная пешка · g4 белая пешка · f3 белая пешка · h3 белый ферзь · h2 белая пешка · h1 белый король | 4 |
| 3 | g7 чёрный король · h7 чёрная пешка · a6 чёрная пешка · d6 белая ладья · e6 чёрная пешка · g6 чёрная ладья · e5 чёрная пешка · a4 чёрный ферзь · e4 белая пешка · f4 чёрная пешка · g4 белая пешка · f3 белая пешка · h3 белый ферзь · h2 белая пешка · h1 белый король | g7 чёрный король · h7 чёрная пешка · a6 чёрная пешка · d6 белая ладья · e6 чёрная пешка · g6 чёрная ладья · e5 чёрная пешка · a4 чёрный ферзь · e4 белая пешка · f4 чёрная пешка · g4 белая пешка · f3 белая пешка · h3 белый ферзь · h2 белая пешка · h1 белый король | g7 чёрный король · h7 чёрная пешка · a6 чёрная пешка · d6 белая ладья · e6 чёрная пешка · g6 чёрная ладья · e5 чёрная пешка · a4 чёрный ферзь · e4 белая пешка · f4 чёрная пешка · g4 белая пешка · f3 белая пешка · h3 белый ферзь · h2 белая пешка · h1 белый король | g7 чёрный король · h7 чёрная пешка · a6 чёрная пешка · d6 белая ладья · e6 чёрная пешка · g6 чёрная ладья · e5 чёрная пешка · a4 чёрный ферзь · e4 белая пешка · f4 чёрная пешка · g4 белая пешка · f3 белая пешка · h3 белый ферзь · h2 белая пешка · h1 белый король | g7 чёрный король · h7 чёрная пешка · a6 чёрная пешка · d6 белая ладья · e6 чёрная пешка · g6 чёрная ладья · e5 чёрная пешка · a4 чёрный ферзь · e4 белая пешка · f4 чёрная пешка · g4 белая пешка · f3 белая пешка · h3 белый ферзь · h2 белая пешка · h1 белый король | g7 чёрный король · h7 чёрная пешка · a6 чёрная пешка · d6 белая ладья · e6 чёрная пешка · g6 чёрная ладья · e5 чёрная пешка · a4 чёрный ферзь · e4 белая пешка · f4 чёрная пешка · g4 белая пешка · f3 белая пешка · h3 белый ферзь · h2 белая пешка · h1 белый король | g7 чёрный король · h7 чёрная пешка · a6 чёрная пешка · d6 белая ладья · e6 чёрная пешка · g6 чёрная ладья · e5 чёрная пешка · a4 чёрный ферзь · e4 белая пешка · f4 чёрная пешка · g4 белая пешка · f3 белая пешка · h3 белый ферзь · h2 белая пешка · h1 белый король | g7 чёрный король · h7 чёрная пешка · a6 чёрная пешка · d6 белая ладья · e6 чёрная пешка · g6 чёрная ладья · e5 чёрная пешка · a4 чёрный ферзь · e4 белая пешка · f4 чёрная пешка · g4 белая пешка · f3 белая пешка · h3 белый ферзь · h2 белая пешка · h1 белый король | 3 |
| 2 | g7 чёрный король · h7 чёрная пешка · a6 чёрная пешка · d6 белая ладья · e6 чёрная пешка · g6 чёрная ладья · e5 чёрная пешка · a4 чёрный ферзь · e4 белая пешка · f4 чёрная пешка · g4 белая пешка · f3 белая пешка · h3 белый ферзь · h2 белая пешка · h1 белый король | g7 чёрный король · h7 чёрная пешка · a6 чёрная пешка · d6 белая ладья · e6 чёрная пешка · g6 чёрная ладья · e5 чёрная пешка · a4 чёрный ферзь · e4 белая пешка · f4 чёрная пешка · g4 белая пешка · f3 белая пешка · h3 белый ферзь · h2 белая пешка · h1 белый король | g7 чёрный король · h7 чёрная пешка · a6 чёрная пешка · d6 белая ладья · e6 чёрная пешка · g6 чёрная ладья · e5 чёрная пешка · a4 чёрный ферзь · e4 белая пешка · f4 чёрная пешка · g4 белая пешка · f3 белая пешка · h3 белый ферзь · h2 белая пешка · h1 белый король | g7 чёрный король · h7 чёрная пешка · a6 чёрная пешка · d6 белая ладья · e6 чёрная пешка · g6 чёрная ладья · e5 чёрная пешка · a4 чёрный ферзь · e4 белая пешка · f4 чёрная пешка · g4 белая пешка · f3 белая пешка · h3 белый ферзь · h2 белая пешка · h1 белый король | g7 чёрный король · h7 чёрная пешка · a6 чёрная пешка · d6 белая ладья · e6 чёрная пешка · g6 чёрная ладья · e5 чёрная пешка · a4 чёрный ферзь · e4 белая пешка · f4 чёрная пешка · g4 белая пешка · f3 белая пешка · h3 белый ферзь · h2 белая пешка · h1 белый король | g7 чёрный король · h7 чёрная пешка · a6 чёрная пешка · d6 белая ладья · e6 чёрная пешка · g6 чёрная ладья · e5 чёрная пешка · a4 чёрный ферзь · e4 белая пешка · f4 чёрная пешка · g4 белая пешка · f3 белая пешка · h3 белый ферзь · h2 белая пешка · h1 белый король | g7 чёрный король · h7 чёрная пешка · a6 чёрная пешка · d6 белая ладья · e6 чёрная пешка · g6 чёрная ладья · e5 чёрная пешка · a4 чёрный ферзь · e4 белая пешка · f4 чёрная пешка · g4 белая пешка · f3 белая пешка · h3 белый ферзь · h2 белая пешка · h1 белый король | g7 чёрный король · h7 чёрная пешка · a6 чёрная пешка · d6 белая ладья · e6 чёрная пешка · g6 чёрная ладья · e5 чёрная пешка · a4 чёрный ферзь · e4 белая пешка · f4 чёрная пешка · g4 белая пешка · f3 белая пешка · h3 белый ферзь · h2 белая пешка · h1 белый король | 2 |
| 1 | g7 чёрный король · h7 чёрная пешка · a6 чёрная пешка · d6 белая ладья · e6 чёрная пешка · g6 чёрная ладья · e5 чёрная пешка · a4 чёрный ферзь · e4 белая пешка · f4 чёрная пешка · g4 белая пешка · f3 белая пешка · h3 белый ферзь · h2 белая пешка · h1 белый король | g7 чёрный король · h7 чёрная пешка · a6 чёрная пешка · d6 белая ладья · e6 чёрная пешка · g6 чёрная ладья · e5 чёрная пешка · a4 чёрный ферзь · e4 белая пешка · f4 чёрная пешка · g4 белая пешка · f3 белая пешка · h3 белый ферзь · h2 белая пешка · h1 белый король | g7 чёрный король · h7 чёрная пешка · a6 чёрная пешка · d6 белая ладья · e6 чёрная пешка · g6 чёрная ладья · e5 чёрная пешка · a4 чёрный ферзь · e4 белая пешка · f4 чёрная пешка · g4 белая пешка · f3 белая пешка · h3 белый ферзь · h2 белая пешка · h1 белый король | g7 чёрный король · h7 чёрная пешка · a6 чёрная пешка · d6 белая ладья · e6 чёрная пешка · g6 чёрная ладья · e5 чёрная пешка · a4 чёрный ферзь · e4 белая пешка · f4 чёрная пешка · g4 белая пешка · f3 белая пешка · h3 белый ферзь · h2 белая пешка · h1 белый король | g7 чёрный король · h7 чёрная пешка · a6 чёрная пешка · d6 белая ладья · e6 чёрная пешка · g6 чёрная ладья · e5 чёрная пешка · a4 чёрный ферзь · e4 белая пешка · f4 чёрная пешка · g4 белая пешка · f3 белая пешка · h3 белый ферзь · h2 белая пешка · h1 белый король | g7 чёрный король · h7 чёрная пешка · a6 чёрная пешка · d6 белая ладья · e6 чёрная пешка · g6 чёрная ладья · e5 чёрная пешка · a4 чёрный ферзь · e4 белая пешка · f4 чёрная пешка · g4 белая пешка · f3 белая пешка · h3 белый ферзь · h2 белая пешка · h1 белый король | g7 чёрный король · h7 чёрная пешка · a6 чёрная пешка · d6 белая ладья · e6 чёрная пешка · g6 чёрная ладья · e5 чёрная пешка · a4 чёрный ферзь · e4 белая пешка · f4 чёрная пешка · g4 белая пешка · f3 белая пешка · h3 белый ферзь · h2 белая пешка · h1 белый король | g7 чёрный король · h7 чёрная пешка · a6 чёрная пешка · d6 белая ладья · e6 чёрная пешка · g6 чёрная ладья · e5 чёрная пешка · a4 чёрный ферзь · e4 белая пешка · f4 чёрная пешка · g4 белая пешка · f3 белая пешка · h3 белый ферзь · h2 белая пешка · h1 белый король | 1 |
|   | a | b | c | d | e | f | g | h |   |

Чтобы словить фигуру соперника, применяется блокировка фигуры. В данном случае блокировка выступает как один из видов «капкана».
1... Фа1+ 2. Крg2
Белый король перекрывает возможное отступление белого ферзя.
2... Лh6
Ферзь пойман. Но у белых есть надежда на свою ладью:
3. Лd7+ Kpg6
Чёрный король по-прежнему защищает свою ладью, а у белых больше нет промежуточных ходов и потеря ферзя становится неизбежной. 

### Шахматная композиция
|   | a | b | c | d | e | f | g | h |   |
| - | --- | --- | --- | --- | --- | --- | --- | --- | - |
| 8 | a8 белый король · c7 белая ладья · d7 чёрная пешка · e7 чёрная пешка · a6 белый конь · c6 белая пешка · f6 чёрная пешка · d5 чёрный король · e5 белая пешка · f5 белый ферзь · a4 белая ладья · b4 чёрный конь · c4 чёрная пешка · a3 белый слон · b3 чёрный конь · d3 чёрная ладья · e3 чёрная пешка · f3 белая пешка · c2 белый слон · e2 белый конь | a8 белый король · c7 белая ладья · d7 чёрная пешка · e7 чёрная пешка · a6 белый конь · c6 белая пешка · f6 чёрная пешка · d5 чёрный король · e5 белая пешка · f5 белый ферзь · a4 белая ладья · b4 чёрный конь · c4 чёрная пешка · a3 белый слон · b3 чёрный конь · d3 чёрная ладья · e3 чёрная пешка · f3 белая пешка · c2 белый слон · e2 белый конь | a8 белый король · c7 белая ладья · d7 чёрная пешка · e7 чёрная пешка · a6 белый конь · c6 белая пешка · f6 чёрная пешка · d5 чёрный король · e5 белая пешка · f5 белый ферзь · a4 белая ладья · b4 чёрный конь · c4 чёрная пешка · a3 белый слон · b3 чёрный конь · d3 чёрная ладья · e3 чёрная пешка · f3 белая пешка · c2 белый слон · e2 белый конь | a8 белый король · c7 белая ладья · d7 чёрная пешка · e7 чёрная пешка · a6 белый конь · c6 белая пешка · f6 чёрная пешка · d5 чёрный король · e5 белая пешка · f5 белый ферзь · a4 белая ладья · b4 чёрный конь · c4 чёрная пешка · a3 белый слон · b3 чёрный конь · d3 чёрная ладья · e3 чёрная пешка · f3 белая пешка · c2 белый слон · e2 белый конь | a8 белый король · c7 белая ладья · d7 чёрная пешка · e7 чёрная пешка · a6 белый конь · c6 белая пешка · f6 чёрная пешка · d5 чёрный король · e5 белая пешка · f5 белый ферзь · a4 белая ладья · b4 чёрный конь · c4 чёрная пешка · a3 белый слон · b3 чёрный конь · d3 чёрная ладья · e3 чёрная пешка · f3 белая пешка · c2 белый слон · e2 белый конь | a8 белый король · c7 белая ладья · d7 чёрная пешка · e7 чёрная пешка · a6 белый конь · c6 белая пешка · f6 чёрная пешка · d5 чёрный король · e5 белая пешка · f5 белый ферзь · a4 белая ладья · b4 чёрный конь · c4 чёрная пешка · a3 белый слон · b3 чёрный конь · d3 чёрная ладья · e3 чёрная пешка · f3 белая пешка · c2 белый слон · e2 белый конь | a8 белый король · c7 белая ладья · d7 чёрная пешка · e7 чёрная пешка · a6 белый конь · c6 белая пешка · f6 чёрная пешка · d5 чёрный король · e5 белая пешка · f5 белый ферзь · a4 белая ладья · b4 чёрный конь · c4 чёрная пешка · a3 белый слон · b3 чёрный конь · d3 чёрная ладья · e3 чёрная пешка · f3 белая пешка · c2 белый слон · e2 белый конь | a8 белый король · c7 белая ладья · d7 чёрная пешка · e7 чёрная пешка · a6 белый конь · c6 белая пешка · f6 чёрная пешка · d5 чёрный король · e5 белая пешка · f5 белый ферзь · a4 белая ладья · b4 чёрный конь · c4 чёрная пешка · a3 белый слон · b3 чёрный конь · d3 чёрная ладья · e3 чёрная пешка · f3 белая пешка · c2 белый слон · e2 белый конь | 8 |
| 7 | a8 белый король · c7 белая ладья · d7 чёрная пешка · e7 чёрная пешка · a6 белый конь · c6 белая пешка · f6 чёрная пешка · d5 чёрный король · e5 белая пешка · f5 белый ферзь · a4 белая ладья · b4 чёрный конь · c4 чёрная пешка · a3 белый слон · b3 чёрный конь · d3 чёрная ладья · e3 чёрная пешка · f3 белая пешка · c2 белый слон · e2 белый конь | a8 белый король · c7 белая ладья · d7 чёрная пешка · e7 чёрная пешка · a6 белый конь · c6 белая пешка · f6 чёрная пешка · d5 чёрный король · e5 белая пешка · f5 белый ферзь · a4 белая ладья · b4 чёрный конь · c4 чёрная пешка · a3 белый слон · b3 чёрный конь · d3 чёрная ладья · e3 чёрная пешка · f3 белая пешка · c2 белый слон · e2 белый конь | a8 белый король · c7 белая ладья · d7 чёрная пешка · e7 чёрная пешка · a6 белый конь · c6 белая пешка · f6 чёрная пешка · d5 чёрный король · e5 белая пешка · f5 белый ферзь · a4 белая ладья · b4 чёрный конь · c4 чёрная пешка · a3 белый слон · b3 чёрный конь · d3 чёрная ладья · e3 чёрная пешка · f3 белая пешка · c2 белый слон · e2 белый конь | a8 белый король · c7 белая ладья · d7 чёрная пешка · e7 чёрная пешка · a6 белый конь · c6 белая пешка · f6 чёрная пешка · d5 чёрный король · e5 белая пешка · f5 белый ферзь · a4 белая ладья · b4 чёрный конь · c4 чёрная пешка · a3 белый слон · b3 чёрный конь · d3 чёрная ладья · e3 чёрная пешка · f3 белая пешка · c2 белый слон · e2 белый конь | a8 белый король · c7 белая ладья · d7 чёрная пешка · e7 чёрная пешка · a6 белый конь · c6 белая пешка · f6 чёрная пешка · d5 чёрный король · e5 белая пешка · f5 белый ферзь · a4 белая ладья · b4 чёрный конь · c4 чёрная пешка · a3 белый слон · b3 чёрный конь · d3 чёрная ладья · e3 чёрная пешка · f3 белая пешка · c2 белый слон · e2 белый конь | a8 белый король · c7 белая ладья · d7 чёрная пешка · e7 чёрная пешка · a6 белый конь · c6 белая пешка · f6 чёрная пешка · d5 чёрный король · e5 белая пешка · f5 белый ферзь · a4 белая ладья · b4 чёрный конь · c4 чёрная пешка · a3 белый слон · b3 чёрный конь · d3 чёрная ладья · e3 чёрная пешка · f3 белая пешка · c2 белый слон · e2 белый конь | a8 белый король · c7 белая ладья · d7 чёрная пешка · e7 чёрная пешка · a6 белый конь · c6 белая пешка · f6 чёрная пешка · d5 чёрный король · e5 белая пешка · f5 белый ферзь · a4 белая ладья · b4 чёрный конь · c4 чёрная пешка · a3 белый слон · b3 чёрный конь · d3 чёрная ладья · e3 чёрная пешка · f3 белая пешка · c2 белый слон · e2 белый конь | a8 белый король · c7 белая ладья · d7 чёрная пешка · e7 чёрная пешка · a6 белый конь · c6 белая пешка · f6 чёрная пешка · d5 чёрный король · e5 белая пешка · f5 белый ферзь · a4 белая ладья · b4 чёрный конь · c4 чёрная пешка · a3 белый слон · b3 чёрный конь · d3 чёрная ладья · e3 чёрная пешка · f3 белая пешка · c2 белый слон · e2 белый конь | 7 |
| 6 | a8 белый король · c7 белая ладья · d7 чёрная пешка · e7 чёрная пешка · a6 белый конь · c6 белая пешка · f6 чёрная пешка · d5 чёрный король · e5 белая пешка · f5 белый ферзь · a4 белая ладья · b4 чёрный конь · c4 чёрная пешка · a3 белый слон · b3 чёрный конь · d3 чёрная ладья · e3 чёрная пешка · f3 белая пешка · c2 белый слон · e2 белый конь | a8 белый король · c7 белая ладья · d7 чёрная пешка · e7 чёрная пешка · a6 белый конь · c6 белая пешка · f6 чёрная пешка · d5 чёрный король · e5 белая пешка · f5 белый ферзь · a4 белая ладья · b4 чёрный конь · c4 чёрная пешка · a3 белый слон · b3 чёрный конь · d3 чёрная ладья · e3 чёрная пешка · f3 белая пешка · c2 белый слон · e2 белый конь | a8 белый король · c7 белая ладья · d7 чёрная пешка · e7 чёрная пешка · a6 белый конь · c6 белая пешка · f6 чёрная пешка · d5 чёрный король · e5 белая пешка · f5 белый ферзь · a4 белая ладья · b4 чёрный конь · c4 чёрная пешка · a3 белый слон · b3 чёрный конь · d3 чёрная ладья · e3 чёрная пешка · f3 белая пешка · c2 белый слон · e2 белый конь | a8 белый король · c7 белая ладья · d7 чёрная пешка · e7 чёрная пешка · a6 белый конь · c6 белая пешка · f6 чёрная пешка · d5 чёрный король · e5 белая пешка · f5 белый ферзь · a4 белая ладья · b4 чёрный конь · c4 чёрная пешка · a3 белый слон · b3 чёрный конь · d3 чёрная ладья · e3 чёрная пешка · f3 белая пешка · c2 белый слон · e2 белый конь | a8 белый король · c7 белая ладья · d7 чёрная пешка · e7 чёрная пешка · a6 белый конь · c6 белая пешка · f6 чёрная пешка · d5 чёрный король · e5 белая пешка · f5 белый ферзь · a4 белая ладья · b4 чёрный конь · c4 чёрная пешка · a3 белый слон · b3 чёрный конь · d3 чёрная ладья · e3 чёрная пешка · f3 белая пешка · c2 белый слон · e2 белый конь | a8 белый король · c7 белая ладья · d7 чёрная пешка · e7 чёрная пешка · a6 белый конь · c6 белая пешка · f6 чёрная пешка · d5 чёрный король · e5 белая пешка · f5 белый ферзь · a4 белая ладья · b4 чёрный конь · c4 чёрная пешка · a3 белый слон · b3 чёрный конь · d3 чёрная ладья · e3 чёрная пешка · f3 белая пешка · c2 белый слон · e2 белый конь | a8 белый король · c7 белая ладья · d7 чёрная пешка · e7 чёрная пешка · a6 белый конь · c6 белая пешка · f6 чёрная пешка · d5 чёрный король · e5 белая пешка · f5 белый ферзь · a4 белая ладья · b4 чёрный конь · c4 чёрная пешка · a3 белый слон · b3 чёрный конь · d3 чёрная ладья · e3 чёрная пешка · f3 белая пешка · c2 белый слон · e2 белый конь | a8 белый король · c7 белая ладья · d7 чёрная пешка · e7 чёрная пешка · a6 белый конь · c6 белая пешка · f6 чёрная пешка · d5 чёрный король · e5 белая пешка · f5 белый ферзь · a4 белая ладья · b4 чёрный конь · c4 чёрная пешка · a3 белый слон · b3 чёрный конь · d3 чёрная ладья · e3 чёрная пешка · f3 белая пешка · c2 белый слон · e2 белый конь | 6 |
| 5 | a8 белый король · c7 белая ладья · d7 чёрная пешка · e7 чёрная пешка · a6 белый конь · c6 белая пешка · f6 чёрная пешка · d5 чёрный король · e5 белая пешка · f5 белый ферзь · a4 белая ладья · b4 чёрный конь · c4 чёрная пешка · a3 белый слон · b3 чёрный конь · d3 чёрная ладья · e3 чёрная пешка · f3 белая пешка · c2 белый слон · e2 белый конь | a8 белый король · c7 белая ладья · d7 чёрная пешка · e7 чёрная пешка · a6 белый конь · c6 белая пешка · f6 чёрная пешка · d5 чёрный король · e5 белая пешка · f5 белый ферзь · a4 белая ладья · b4 чёрный конь · c4 чёрная пешка · a3 белый слон · b3 чёрный конь · d3 чёрная ладья · e3 чёрная пешка · f3 белая пешка · c2 белый слон · e2 белый конь | a8 белый король · c7 белая ладья · d7 чёрная пешка · e7 чёрная пешка · a6 белый конь · c6 белая пешка · f6 чёрная пешка · d5 чёрный король · e5 белая пешка · f5 белый ферзь · a4 белая ладья · b4 чёрный конь · c4 чёрная пешка · a3 белый слон · b3 чёрный конь · d3 чёрная ладья · e3 чёрная пешка · f3 белая пешка · c2 белый слон · e2 белый конь | a8 белый король · c7 белая ладья · d7 чёрная пешка · e7 чёрная пешка · a6 белый конь · c6 белая пешка · f6 чёрная пешка · d5 чёрный король · e5 белая пешка · f5 белый ферзь · a4 белая ладья · b4 чёрный конь · c4 чёрная пешка · a3 белый слон · b3 чёрный конь · d3 чёрная ладья · e3 чёрная пешка · f3 белая пешка · c2 белый слон · e2 белый конь | a8 белый король · c7 белая ладья · d7 чёрная пешка · e7 чёрная пешка · a6 белый конь · c6 белая пешка · f6 чёрная пешка · d5 чёрный король · e5 белая пешка · f5 белый ферзь · a4 белая ладья · b4 чёрный конь · c4 чёрная пешка · a3 белый слон · b3 чёрный конь · d3 чёрная ладья · e3 чёрная пешка · f3 белая пешка · c2 белый слон · e2 белый конь | a8 белый король · c7 белая ладья · d7 чёрная пешка · e7 чёрная пешка · a6 белый конь · c6 белая пешка · f6 чёрная пешка · d5 чёрный король · e5 белая пешка · f5 белый ферзь · a4 белая ладья · b4 чёрный конь · c4 чёрная пешка · a3 белый слон · b3 чёрный конь · d3 чёрная ладья · e3 чёрная пешка · f3 белая пешка · c2 белый слон · e2 белый конь | a8 белый король · c7 белая ладья · d7 чёрная пешка · e7 чёрная пешка · a6 белый конь · c6 белая пешка · f6 чёрная пешка · d5 чёрный король · e5 белая пешка · f5 белый ферзь · a4 белая ладья · b4 чёрный конь · c4 чёрная пешка · a3 белый слон · b3 чёрный конь · d3 чёрная ладья · e3 чёрная пешка · f3 белая пешка · c2 белый слон · e2 белый конь | a8 белый король · c7 белая ладья · d7 чёрная пешка · e7 чёрная пешка · a6 белый конь · c6 белая пешка · f6 чёрная пешка · d5 чёрный король · e5 белая пешка · f5 белый ферзь · a4 белая ладья · b4 чёрный конь · c4 чёрная пешка · a3 белый слон · b3 чёрный конь · d3 чёрная ладья · e3 чёрная пешка · f3 белая пешка · c2 белый слон · e2 белый конь | 5 |
| 4 | a8 белый король · c7 белая ладья · d7 чёрная пешка · e7 чёрная пешка · a6 белый конь · c6 белая пешка · f6 чёрная пешка · d5 чёрный король · e5 белая пешка · f5 белый ферзь · a4 белая ладья · b4 чёрный конь · c4 чёрная пешка · a3 белый слон · b3 чёрный конь · d3 чёрная ладья · e3 чёрная пешка · f3 белая пешка · c2 белый слон · e2 белый конь | a8 белый король · c7 белая ладья · d7 чёрная пешка · e7 чёрная пешка · a6 белый конь · c6 белая пешка · f6 чёрная пешка · d5 чёрный король · e5 белая пешка · f5 белый ферзь · a4 белая ладья · b4 чёрный конь · c4 чёрная пешка · a3 белый слон · b3 чёрный конь · d3 чёрная ладья · e3 чёрная пешка · f3 белая пешка · c2 белый слон · e2 белый конь | a8 белый король · c7 белая ладья · d7 чёрная пешка · e7 чёрная пешка · a6 белый конь · c6 белая пешка · f6 чёрная пешка · d5 чёрный король · e5 белая пешка · f5 белый ферзь · a4 белая ладья · b4 чёрный конь · c4 чёрная пешка · a3 белый слон · b3 чёрный конь · d3 чёрная ладья · e3 чёрная пешка · f3 белая пешка · c2 белый слон · e2 белый конь | a8 белый король · c7 белая ладья · d7 чёрная пешка · e7 чёрная пешка · a6 белый конь · c6 белая пешка · f6 чёрная пешка · d5 чёрный король · e5 белая пешка · f5 белый ферзь · a4 белая ладья · b4 чёрный конь · c4 чёрная пешка · a3 белый слон · b3 чёрный конь · d3 чёрная ладья · e3 чёрная пешка · f3 белая пешка · c2 белый слон · e2 белый конь | a8 белый король · c7 белая ладья · d7 чёрная пешка · e7 чёрная пешка · a6 белый конь · c6 белая пешка · f6 чёрная пешка · d5 чёрный король · e5 белая пешка · f5 белый ферзь · a4 белая ладья · b4 чёрный конь · c4 чёрная пешка · a3 белый слон · b3 чёрный конь · d3 чёрная ладья · e3 чёрная пешка · f3 белая пешка · c2 белый слон · e2 белый конь | a8 белый король · c7 белая ладья · d7 чёрная пешка · e7 чёрная пешка · a6 белый конь · c6 белая пешка · f6 чёрная пешка · d5 чёрный король · e5 белая пешка · f5 белый ферзь · a4 белая ладья · b4 чёрный конь · c4 чёрная пешка · a3 белый слон · b3 чёрный конь · d3 чёрная ладья · e3 чёрная пешка · f3 белая пешка · c2 белый слон · e2 белый конь | a8 белый король · c7 белая ладья · d7 чёрная пешка · e7 чёрная пешка · a6 белый конь · c6 белая пешка · f6 чёрная пешка · d5 чёрный король · e5 белая пешка · f5 белый ферзь · a4 белая ладья · b4 чёрный конь · c4 чёрная пешка · a3 белый слон · b3 чёрный конь · d3 чёрная ладья · e3 чёрная пешка · f3 белая пешка · c2 белый слон · e2 белый конь | a8 белый король · c7 белая ладья · d7 чёрная пешка · e7 чёрная пешка · a6 белый конь · c6 белая пешка · f6 чёрная пешка · d5 чёрный король · e5 белая пешка · f5 белый ферзь · a4 белая ладья · b4 чёрный конь · c4 чёрная пешка · a3 белый слон · b3 чёрный конь · d3 чёрная ладья · e3 чёрная пешка · f3 белая пешка · c2 белый слон · e2 белый конь | 4 |
| 3 | a8 белый король · c7 белая ладья · d7 чёрная пешка · e7 чёрная пешка · a6 белый конь · c6 белая пешка · f6 чёрная пешка · d5 чёрный король · e5 белая пешка · f5 белый ферзь · a4 белая ладья · b4 чёрный конь · c4 чёрная пешка · a3 белый слон · b3 чёрный конь · d3 чёрная ладья · e3 чёрная пешка · f3 белая пешка · c2 белый слон · e2 белый конь | a8 белый король · c7 белая ладья · d7 чёрная пешка · e7 чёрная пешка · a6 белый конь · c6 белая пешка · f6 чёрная пешка · d5 чёрный король · e5 белая пешка · f5 белый ферзь · a4 белая ладья · b4 чёрный конь · c4 чёрная пешка · a3 белый слон · b3 чёрный конь · d3 чёрная ладья · e3 чёрная пешка · f3 белая пешка · c2 белый слон · e2 белый конь | a8 белый король · c7 белая ладья · d7 чёрная пешка · e7 чёрная пешка · a6 белый конь · c6 белая пешка · f6 чёрная пешка · d5 чёрный король · e5 белая пешка · f5 белый ферзь · a4 белая ладья · b4 чёрный конь · c4 чёрная пешка · a3 белый слон · b3 чёрный конь · d3 чёрная ладья · e3 чёрная пешка · f3 белая пешка · c2 белый слон · e2 белый конь | a8 белый король · c7 белая ладья · d7 чёрная пешка · e7 чёрная пешка · a6 белый конь · c6 белая пешка · f6 чёрная пешка · d5 чёрный король · e5 белая пешка · f5 белый ферзь · a4 белая ладья · b4 чёрный конь · c4 чёрная пешка · a3 белый слон · b3 чёрный конь · d3 чёрная ладья · e3 чёрная пешка · f3 белая пешка · c2 белый слон · e2 белый конь | a8 белый король · c7 белая ладья · d7 чёрная пешка · e7 чёрная пешка · a6 белый конь · c6 белая пешка · f6 чёрная пешка · d5 чёрный король · e5 белая пешка · f5 белый ферзь · a4 белая ладья · b4 чёрный конь · c4 чёрная пешка · a3 белый слон · b3 чёрный конь · d3 чёрная ладья · e3 чёрная пешка · f3 белая пешка · c2 белый слон · e2 белый конь | a8 белый король · c7 белая ладья · d7 чёрная пешка · e7 чёрная пешка · a6 белый конь · c6 белая пешка · f6 чёрная пешка · d5 чёрный король · e5 белая пешка · f5 белый ферзь · a4 белая ладья · b4 чёрный конь · c4 чёрная пешка · a3 белый слон · b3 чёрный конь · d3 чёрная ладья · e3 чёрная пешка · f3 белая пешка · c2 белый слон · e2 белый конь | a8 белый король · c7 белая ладья · d7 чёрная пешка · e7 чёрная пешка · a6 белый конь · c6 белая пешка · f6 чёрная пешка · d5 чёрный король · e5 белая пешка · f5 белый ферзь · a4 белая ладья · b4 чёрный конь · c4 чёрная пешка · a3 белый слон · b3 чёрный конь · d3 чёрная ладья · e3 чёрная пешка · f3 белая пешка · c2 белый слон · e2 белый конь | a8 белый король · c7 белая ладья · d7 чёрная пешка · e7 чёрная пешка · a6 белый конь · c6 белая пешка · f6 чёрная пешка · d5 чёрный король · e5 белая пешка · f5 белый ферзь · a4 белая ладья · b4 чёрный конь · c4 чёрная пешка · a3 белый слон · b3 чёрный конь · d3 чёрная ладья · e3 чёрная пешка · f3 белая пешка · c2 белый слон · e2 белый конь | 3 |
| 2 | a8 белый король · c7 белая ладья · d7 чёрная пешка · e7 чёрная пешка · a6 белый конь · c6 белая пешка · f6 чёрная пешка · d5 чёрный король · e5 белая пешка · f5 белый ферзь · a4 белая ладья · b4 чёрный конь · c4 чёрная пешка · a3 белый слон · b3 чёрный конь · d3 чёрная ладья · e3 чёрная пешка · f3 белая пешка · c2 белый слон · e2 белый конь | a8 белый король · c7 белая ладья · d7 чёрная пешка · e7 чёрная пешка · a6 белый конь · c6 белая пешка · f6 чёрная пешка · d5 чёрный король · e5 белая пешка · f5 белый ферзь · a4 белая ладья · b4 чёрный конь · c4 чёрная пешка · a3 белый слон · b3 чёрный конь · d3 чёрная ладья · e3 чёрная пешка · f3 белая пешка · c2 белый слон · e2 белый конь | a8 белый король · c7 белая ладья · d7 чёрная пешка · e7 чёрная пешка · a6 белый конь · c6 белая пешка · f6 чёрная пешка · d5 чёрный король · e5 белая пешка · f5 белый ферзь · a4 белая ладья · b4 чёрный конь · c4 чёрная пешка · a3 белый слон · b3 чёрный конь · d3 чёрная ладья · e3 чёрная пешка · f3 белая пешка · c2 белый слон · e2 белый конь | a8 белый король · c7 белая ладья · d7 чёрная пешка · e7 чёрная пешка · a6 белый конь · c6 белая пешка · f6 чёрная пешка · d5 чёрный король · e5 белая пешка · f5 белый ферзь · a4 белая ладья · b4 чёрный конь · c4 чёрная пешка · a3 белый слон · b3 чёрный конь · d3 чёрная ладья · e3 чёрная пешка · f3 белая пешка · c2 белый слон · e2 белый конь | a8 белый король · c7 белая ладья · d7 чёрная пешка · e7 чёрная пешка · a6 белый конь · c6 белая пешка · f6 чёрная пешка · d5 чёрный король · e5 белая пешка · f5 белый ферзь · a4 белая ладья · b4 чёрный конь · c4 чёрная пешка · a3 белый слон · b3 чёрный конь · d3 чёрная ладья · e3 чёрная пешка · f3 белая пешка · c2 белый слон · e2 белый конь | a8 белый король · c7 белая ладья · d7 чёрная пешка · e7 чёрная пешка · a6 белый конь · c6 белая пешка · f6 чёрная пешка · d5 чёрный король · e5 белая пешка · f5 белый ферзь · a4 белая ладья · b4 чёрный конь · c4 чёрная пешка · a3 белый слон · b3 чёрный конь · d3 чёрная ладья · e3 чёрная пешка · f3 белая пешка · c2 белый слон · e2 белый конь | a8 белый король · c7 белая ладья · d7 чёрная пешка · e7 чёрная пешка · a6 белый конь · c6 белая пешка · f6 чёрная пешка · d5 чёрный король · e5 белая пешка · f5 белый ферзь · a4 белая ладья · b4 чёрный конь · c4 чёрная пешка · a3 белый слон · b3 чёрный конь · d3 чёрная ладья · e3 чёрная пешка · f3 белая пешка · c2 белый слон · e2 белый конь | a8 белый король · c7 белая ладья · d7 чёрная пешка · e7 чёрная пешка · a6 белый конь · c6 белая пешка · f6 чёрная пешка · d5 чёрный король · e5 белая пешка · f5 белый ферзь · a4 белая ладья · b4 чёрный конь · c4 чёрная пешка · a3 белый слон · b3 чёрный конь · d3 чёрная ладья · e3 чёрная пешка · f3 белая пешка · c2 белый слон · e2 белый конь | 2 |
| 1 | a8 белый король · c7 белая ладья · d7 чёрная пешка · e7 чёрная пешка · a6 белый конь · c6 белая пешка · f6 чёрная пешка · d5 чёрный король · e5 белая пешка · f5 белый ферзь · a4 белая ладья · b4 чёрный конь · c4 чёрная пешка · a3 белый слон · b3 чёрный конь · d3 чёрная ладья · e3 чёрная пешка · f3 белая пешка · c2 белый слон · e2 белый конь | a8 белый король · c7 белая ладья · d7 чёрная пешка · e7 чёрная пешка · a6 белый конь · c6 белая пешка · f6 чёрная пешка · d5 чёрный король · e5 белая пешка · f5 белый ферзь · a4 белая ладья · b4 чёрный конь · c4 чёрная пешка · a3 белый слон · b3 чёрный конь · d3 чёрная ладья · e3 чёрная пешка · f3 белая пешка · c2 белый слон · e2 белый конь | a8 белый король · c7 белая ладья · d7 чёрная пешка · e7 чёрная пешка · a6 белый конь · c6 белая пешка · f6 чёрная пешка · d5 чёрный король · e5 белая пешка · f5 белый ферзь · a4 белая ладья · b4 чёрный конь · c4 чёрная пешка · a3 белый слон · b3 чёрный конь · d3 чёрная ладья · e3 чёрная пешка · f3 белая пешка · c2 белый слон · e2 белый конь | a8 белый король · c7 белая ладья · d7 чёрная пешка · e7 чёрная пешка · a6 белый конь · c6 белая пешка · f6 чёрная пешка · d5 чёрный король · e5 белая пешка · f5 белый ферзь · a4 белая ладья · b4 чёрный конь · c4 чёрная пешка · a3 белый слон · b3 чёрный конь · d3 чёрная ладья · e3 чёрная пешка · f3 белая пешка · c2 белый слон · e2 белый конь | a8 белый король · c7 белая ладья · d7 чёрная пешка · e7 чёрная пешка · a6 белый конь · c6 белая пешка · f6 чёрная пешка · d5 чёрный король · e5 белая пешка · f5 белый ферзь · a4 белая ладья · b4 чёрный конь · c4 чёрная пешка · a3 белый слон · b3 чёрный конь · d3 чёрная ладья · e3 чёрная пешка · f3 белая пешка · c2 белый слон · e2 белый конь | a8 белый король · c7 белая ладья · d7 чёрная пешка · e7 чёрная пешка · a6 белый конь · c6 белая пешка · f6 чёрная пешка · d5 чёрный король · e5 белая пешка · f5 белый ферзь · a4 белая ладья · b4 чёрный конь · c4 чёрная пешка · a3 белый слон · b3 чёрный конь · d3 чёрная ладья · e3 чёрная пешка · f3 белая пешка · c2 белый слон · e2 белый конь | a8 белый король · c7 белая ладья · d7 чёрная пешка · e7 чёрная пешка · a6 белый конь · c6 белая пешка · f6 чёрная пешка · d5 чёрный король · e5 белая пешка · f5 белый ферзь · a4 белая ладья · b4 чёрный конь · c4 чёрная пешка · a3 белый слон · b3 чёрный конь · d3 чёрная ладья · e3 чёрная пешка · f3 белая пешка · c2 белый слон · e2 белый конь | a8 белый король · c7 белая ладья · d7 чёрная пешка · e7 чёрная пешка · a6 белый конь · c6 белая пешка · f6 чёрная пешка · d5 чёрный король · e5 белая пешка · f5 белый ферзь · a4 белая ладья · b4 чёрный конь · c4 чёрная пешка · a3 белый слон · b3 чёрный конь · d3 чёрная ладья · e3 чёрная пешка · f3 белая пешка · c2 белый слон · e2 белый конь | 1 |
|   | a | b | c | d | e | f | g | h |   |

В шахматной композиции блокирование поля — это одна из тем. Она ярко выражена в задаче-блоке Ф. Стимсона и Ф. Финка 1920 года.
1. Лс8!
Тихий ход, приводящий чёрных к цугцвангу. Теперь любой их ответ ведет к блокированию поля отступления короля или открытию линии для дальнобойных фигур белых. Как первое, так и второе изменение в позиции приводит к тому, что белые следующим ходом объявляют мат чёрным.
1... Кс5 2. К:b4#
1... Kd4 2. Kf4#
1... Лd4 2. Kc3#
1... fe 2. Ф:d7#
1... dc 2. Лd8#
1... d6 2. e6#
1... e6 2. Фе4#
1... K:c6 2. Kc7#